# Religiones afroamericanas

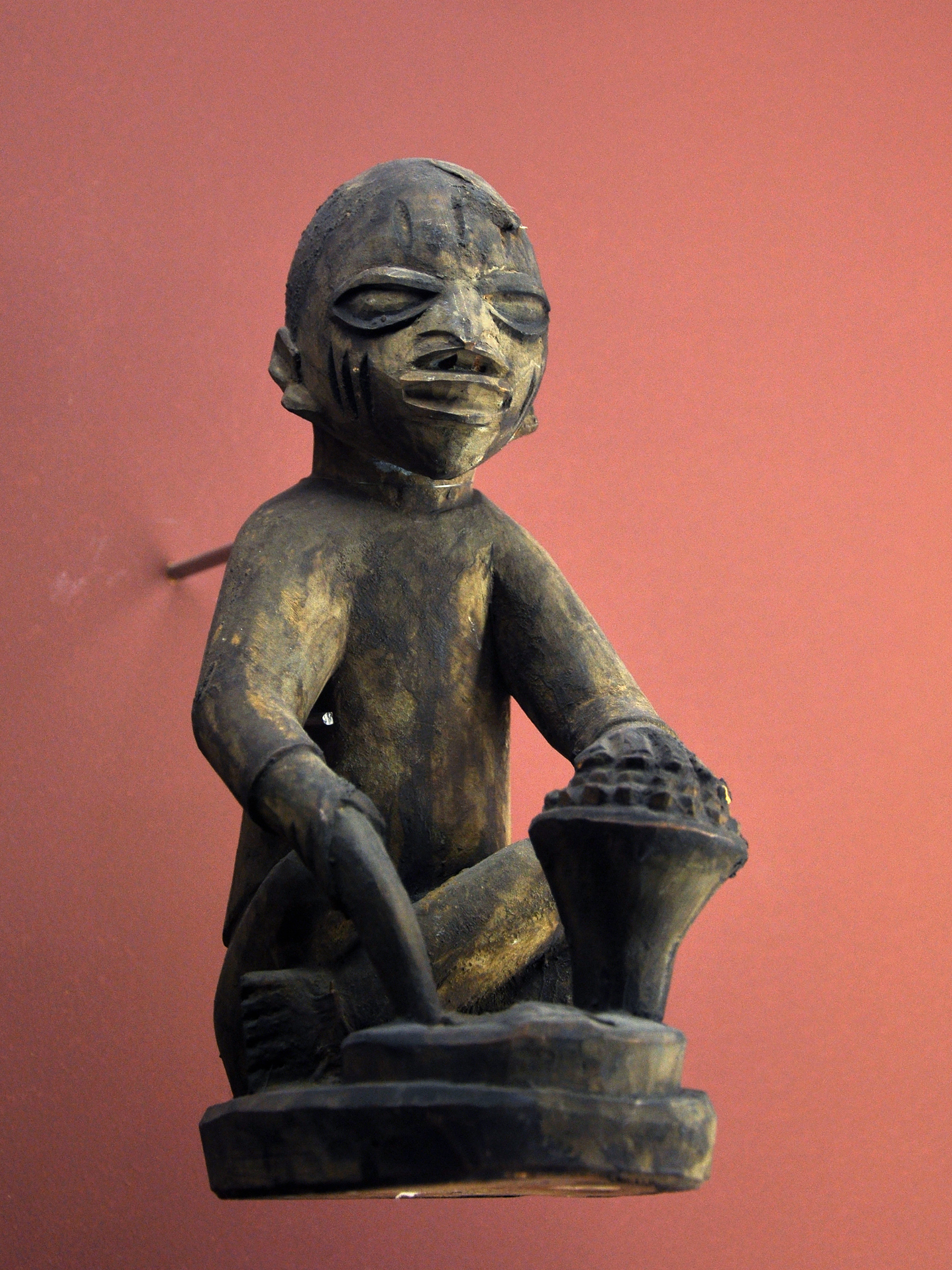
Figura del Musée africain Lyon.

Las religiones afroamericanas son una serie de religiones relacionadas entre sí, que tienen sus raíces en África y fueron desarrolladas por los africanos traídos hacia América, en diferentes zonas del Caribe y Latinoamérica (principalmente en Brasil y Colombia) y el Sur de Estados Unidos.

Entre los elementos comunes a estas religiones, podemos encontrar la veneración a los ancestros o a un panteón de espíritus divinos, como los loas en el vudú haitiano o los orishas en la santería cubana, que se pueden tomar como derivaciones de las religiones que originaron a estas (la religión de los yorubas o los kongo). Además de las influencias de las religiones africanas, existen elementos del cristianismo, las religiones indígenas americanas y espiritismo, lo que lleva a un sincretismo religioso.

## Algunas religiones afroamericanas
- Candomblé, Umbanda, Quimbanda y Tambor de Mina, originarios de Brasil
- Palo, Santería y Abakuá, originarios de Cuba
- Hoodoo, originario del sur de Estados Unidos
- 21 divisiones, originario de la República Dominicana
- Winti, originario de Surinam
- Vudú haitiano, originario de Haití
- Yuyu (magia) y Lumbalú, originarios de Colombia y Ecuador[1]